# アサヒビールモルト
アサヒビールモルト株式会社は、滋賀県野洲市に本社を置き、ビール・ウイスキー用の麦芽や麦茶などの製造を主とする株式会社。アサヒビール株式会社の関連会社である。

## 事業所
- 本社・野洲工場：滋賀県野洲市三上2311
- 小金井工場：栃木県下野市小金井18

## 沿革
- 1846年：現在の大阪市中央区で「津之国屋」として創業。
- 1913年：工場を大阪府寝屋川市に移転。
- 1920年：麦酒原料株式会社設立。
- 1922年：本社および工場を滋賀県野洲郡野洲町（現・野洲市）に移転。
- 1943年：社名を「日本麦芽工業株式会社」に変更。
- 1951年：栃木県に小金井工場を開設。
- 1963年：アサヒビールより麦芽の製造を受託。
- 1971年：麦茶の製造を開始。
- 1987年：社名を「株式会社アサヒビールモルトセンター」に変更。
- 1989年：本社を現在地に移転。
- 1990年：現在の社名に変更。